# Sint-Janskappel
Sint-Janskappel (officieel: Frans-Vlaams: Sint-Janskappel en Frans: Saint-Jans-Cappel) is een gemeente in de Franse Westhoek, in het Franse Noorderdepartement (Frans: département du Nord). De gemeente ligt in Frans-Vlaanderen in de streek het Houtland. Sint-Janskappel ligt tegen De Schreve en grenst aan de gemeenten Boeschepe, Westouter (Heuvelland), Belle, Meteren en Berten. Door het grondgebied van Sint-Janskappel vloeit de Grote Beke, die ontspringt aan de Zwarteberg en in Steenwerk uitmondt in de Leie. De gemeente telde op 1 januari 2022 1.609 inwoners.

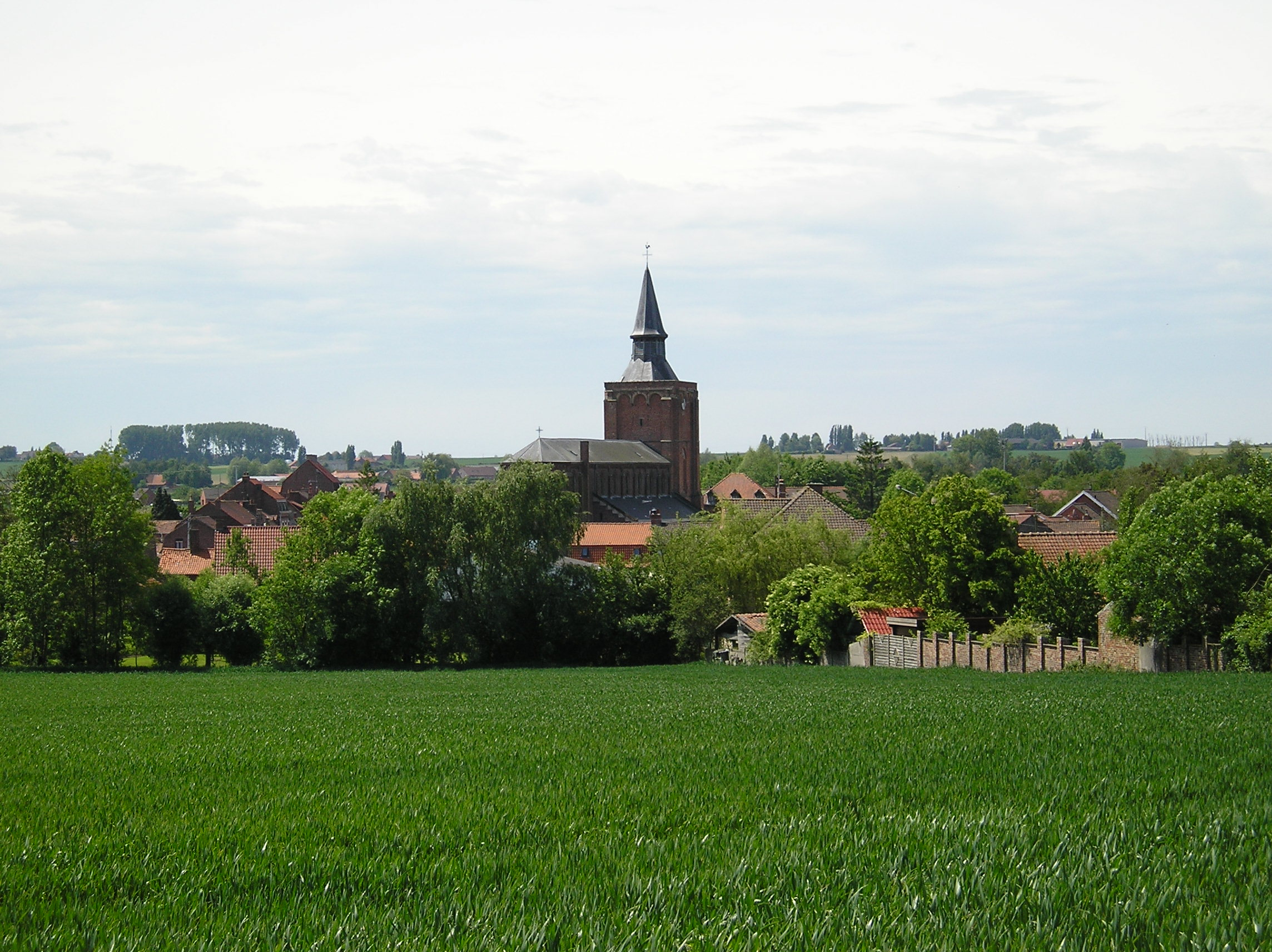
Sint-Janskappel

## Geschiedenis
Het is mogelijk dat hier een klooster heeft gestaan dat in de 13e eeuw gesloopt zou zijn.
In 1560 werd de plaats vermeld als Sancti Joannis Capella als parochie van het bisdom Terwaan. In het Vlaams werd het toen Sint-Jans-Cappel genoemd. Het behoorde tot het ambacht Belle maar had een zekere mate van zelfstandigheid. In 1790 werd het een zelfstandige gemeente.
De Franse Revolutie heeft weinig sporen nagelaten. Weliswaar werd de kerk gesloten en het meubilair verkocht, maar dit werd deels teruggekocht door de parochianen. Ook verhinderde men dat de kerk voor profane doeleinden zou worden gebruikt. Na het Concordaat van 15 juli 1801 werd de kerk weer geopend.
Tijdens de Eerste Wereldoorlog werd Sint-Janskappel een militair kamp waar geallieerde militairen van diverse landen konden herstellen van de dienst aan het front. Toen de Duitsers in 1918 het Lenteoffensief begonnen bombardeerden zij ook het dorp waarbij de meeste huizen werden vernield.
Van september 1939 tot mei 1940 verbleven veel Franse en Noord-Afrikaanse militairen in de boerderijen van het dorp. Op 23 mei 1940 werd het dorp door de Duitsers bezet. Op 6 september 1944 werd het dorp bevrijd.

## Geografie
De oppervlakte van Sint-Janskappel bedroeg op 1 januari 2022 7,96 vierkante kilometer; de bevolkingsdichtheid was toen 202,1 inwoners per km².

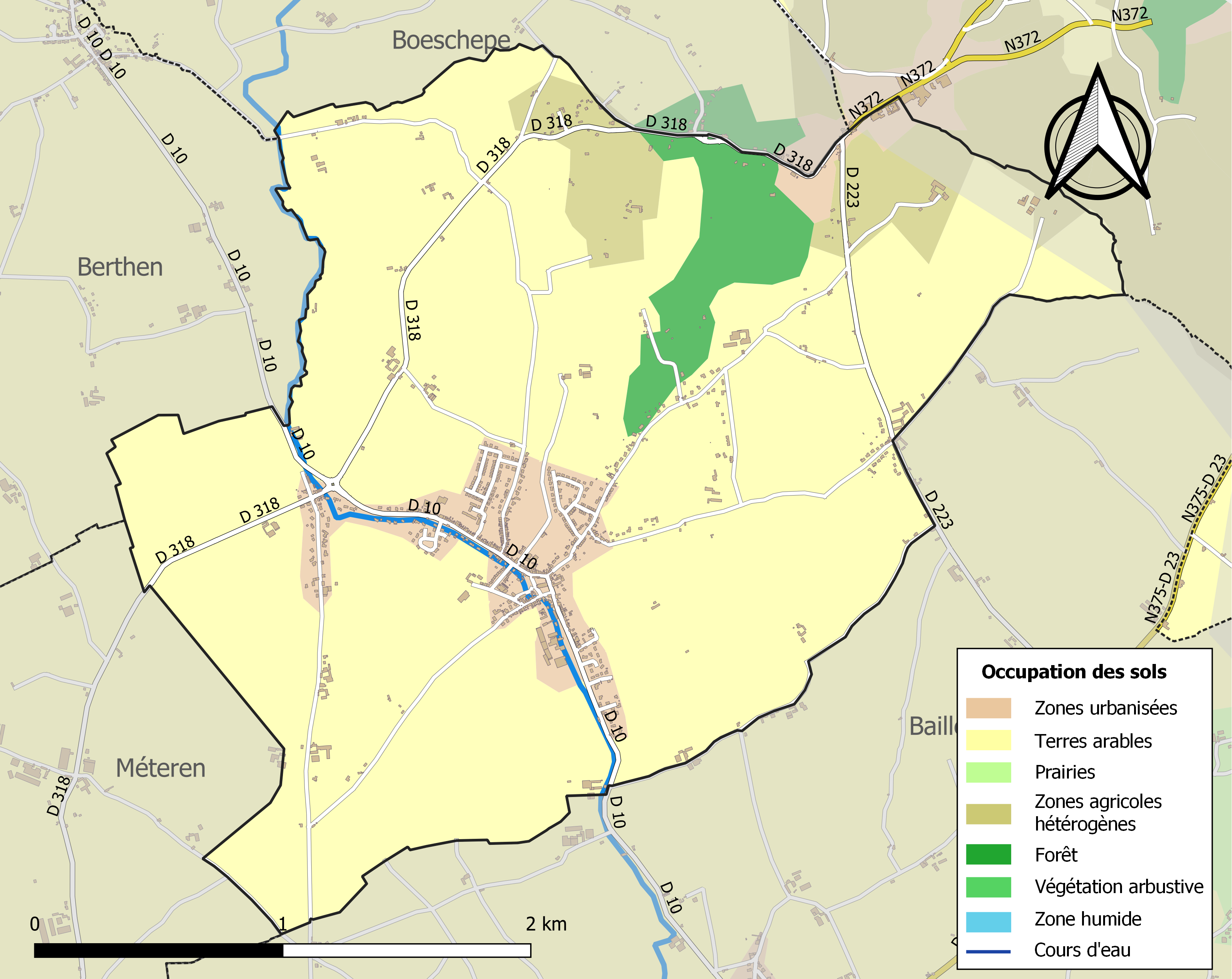
Kaart van de gemeente met belangrijkste infrastructuur, bodemgebruik en omliggende gemeenten

## Bezienswaardigheden
- De Sint-Jan-de-Doperkerk (Église Saint-Jean-Baptiste)
- Het Mont Noir Military Cemetery, een militaire begraafplaats met gesneuvelden uit de Eerste Wereldoorlog
- De Villa Marguerite Yourcenar, schrijversresidentie
- Het Musée Marguerite Yourcenar, gewijd aan schrijfster Marguerite Yourcenar

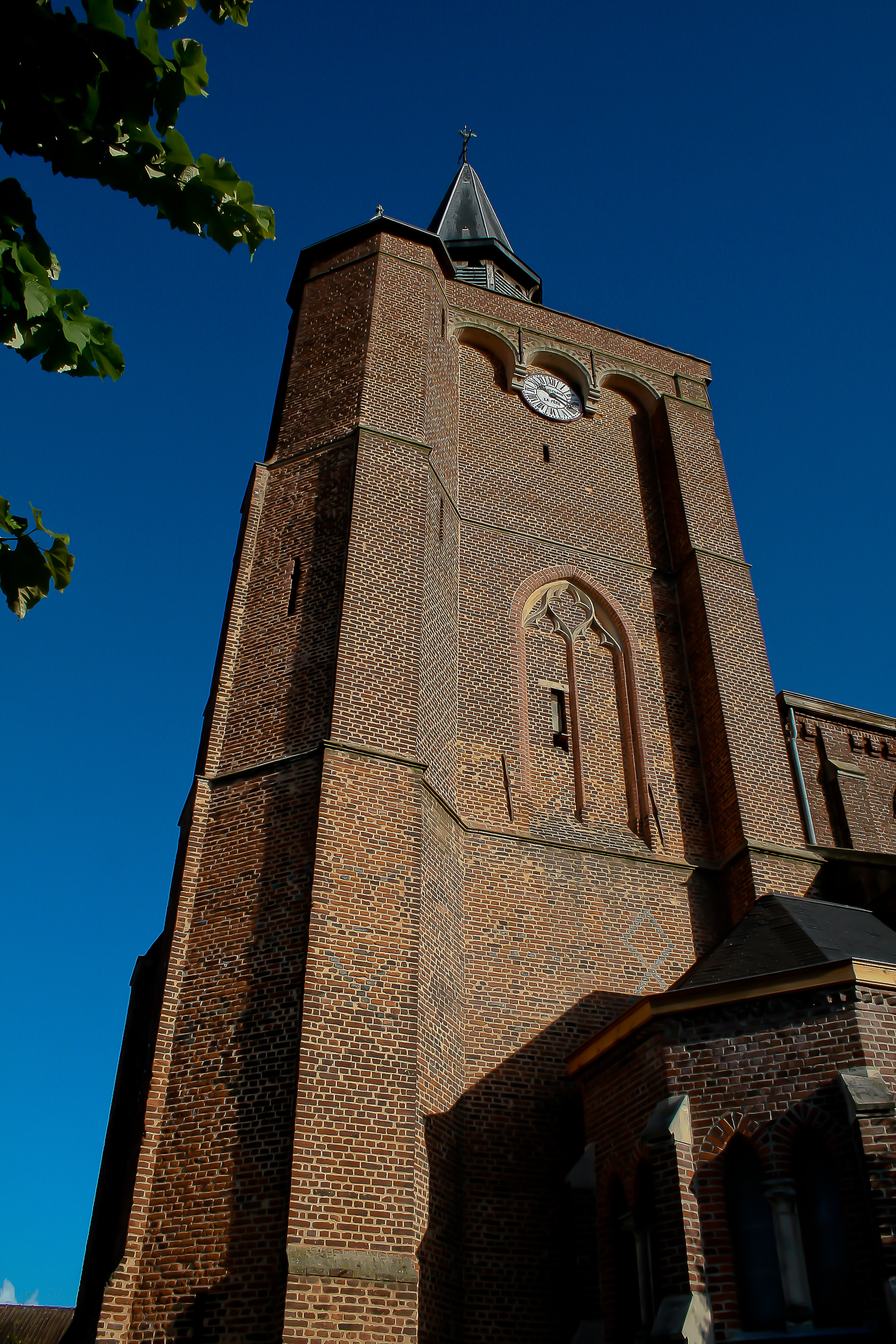
Sint-Janskappel - Sint-Jan-de-Dopertoren - 1557

## Natuur en landschap
Sint-Janskappel ligt nabij de West-Vlaamse Heuvelrug op een hoogte van 26-152 meter. De belangrijkste heuvel is de Zwarteberg met het zich daarop bevindende bosgebied. Vanaf de heuvels ontspringen enkele beken die stromen naar de Leie.

## Demografie
Onderstaande figuur toont het verloop van het inwonertal (bron: INSEE-tellingen).

## Nabijgelegen kernen
Belle (Bailleul), Meteren, Berten, Loker, Westouter